# Seznam slovenskih kitaristov
Seznam slovenskih izvajalcev na električno, klasično ali akustično kitaro.

## A
Rudolf Ahačič - Matic Ajdič -
Peter Ajdič -
Vojko Aleksić -
Boštjan Andrejc -
Franc Ankerst -
Anton Apohal -

## B
Iztok Bajc -
Stanly Bakan -
Vitja Balžalorsky -
Benjamin Barbarič - Uroš Barič - Rok Barle -
Adriano Baruca -
Luka Batistič -
Tine Baša -
Marga Bäuml Klasinc -
Dani Bedrač -
Ivan Bekčič -
Boris Bele -
Jana Beltran -
Primož Benko -
Sašo "Bekko" Benko -
Vili Bertok -
Gregor Bezenšek ml. (SoulGreg Artist) -
Igor Bezget -
Mateja Blaznik - 
Andrej Blažon -
Stanislav Bojnec -
Borja Bolčina -
Sašo Bole -
Tomaž Brumec -
Mladen Bucić -
Zvone Bukovec -
Mitja Butara (1927-1972) -

## C
Teo Collori -
Zdenko Cotič (1954) -
Zoran Crnkovič (? - 2024) -
Aljaž Cvirn -

## Č
Zoran Čalić -
Klemen Čampa -
Tine Čas - 
Jan Čater -
Aleš Čede -
Danijel Černe -
Iztok Černe - Nataša in Anton Črnugelj -
Mark Čuček -

## D
Peter Dekleva -
Drago Dellabernardina (1948-2018) - 
Igor Dernovšek -
Rajko Djordjević -
Drejc Dobravec -
Vili Domijan -
Ive Dovžan -
Bojan Drobež -
Mišo Drobež -

## F
Miran Fakin - Artur Felicijan -
Marko Feri -
Marko Ferlan -
Milan Ferlež -
Grega Forjanič -

## G
Janc Galič -
Boštjan Gartner -
Simon Gartner -
Tilen Gavranovič -
Boris Golavšek -
Jure Golobič -
Dejan Golub -
Peter Veri Gorjup -
Jure Gračner -
Andrej Grafenauer -
Izidor Erazem Grafenauer -
Primož Grašič -
Dani (Jordan) Gregorič -
Mak Grgić -
Igor Grofelnik -
Peter Gruden -
Andrej Guček - Kris Guštin -
Miha Guštin-Gušti -

## H
Grega Habič -
Boštjan Hafner-Bofe -
Peter Havlina -
Egon Herman -
Luka Hernet -
Domen "Don" Holc -
Sven Horvat - 
Janez Hostnik -
Zvone Hranjec -
Eva Hren - 
Blaž Hrovat - 
Vincenc (Enzo) Hrovatin -
Mihael Hrustelj - 
Marko Hrvatin - 
Erik Hudnik - 
Peter Hudnik - 
Primož Hudoklin -

## I
Žarko Ignjatovič -

## J
Alan Jakin - Lucijan Janež -
Jan Jarni - 
Rudi Jazbec - 
Vasja Jelen - 
Eva Jelenc Drozg - 
Boris Jug - 
Robert Jukič - 
Samo Juvan -

## K
Dušan Kajzer -
Slaven Kalebić -
Luka Kandus - 
Matjaž Karlovčec - 
Marc Kavaš -
Pavel Kavec - 
Darjan Keber -
Benjamin Kic - 
Danilo Kocjančič - 
Neža Kočnik - 
Bernard Kogovšek - 
Denis Kokalj - 
Goran Koražija -
Mitja Mičo Korber -
Andrej Kos -
Igor Kos - 
Timotej Kosovinc - 
Tadej Košir -
Zoran Košir - 
Marjan (MAC) Kotnik - 
Matic Kotnik - 
Borut Kovačič - 
Jani Kovačič - 
Tomaž Kozovinc -
Milan Krajnc - 
Bojan Kralj -
Savo Gavino Kralj - Vlado Kreslin -
Vido Kristanc -
Nejc Kuhar -
Zvone Kukec - Franci Kušar - 
Stojan Kuhar

## L
Tadej Lah - Rok Lajlar -
Sašo Lamut - Tilen Lancner -
Dejan Lapanja -
Slavko Lebar -
Mare Lebar -
Boštjan Leben -
Igor Leonardi - 
Robert Likar -
Andrej Logar -
Uroš Lovšin (1957-2007) -
Tadej Lukič - 
Sebastijan Lukovnjak - 
Igor Lunder - 
Tine Lustek - 
Pavla Lušin

## M
Marjan Malikovič - 
Matthias Mallešič -
Vito Marenče - Matic Marentič -
Jani Marinšek -
Miro Markič -
Andraž Mazi -
Igor Meglič -
Miha Meglič -
Tomi Meglič -
Marijan Merljak - 
Igor Mešić - 
Brane Mihajlovič Kosta -
Boto Miloševič -
Jani Moder -
Cole Moretti -
Marko Mozetič - 
Miha Mrače -
Davor Mrak -
Miro Mramor -
Marino Mrčela -
Matej Mršnik-Mrha -
Darko Mustajbašič-Baša -

## N
Matjaž Naglič - 
Tracii Nine -
Gianfranco Novak -
Jerko Novak -
Miro Novak -

## O
Andrej Ofak - 
Simon Omahen - Peter Oset -
Janez Ovsec

## P
Anže Palka - 
Simon Pavlica -
Benjamin Pavliha -
Grega Peer -
Andrej Pekarovič -
Maurizio Pellizer -
Roki Petković -
Miha Petric -
Dare Petrič -
Andrej Petruša -
Gašper Piano -
Robi Pikl - Klemen Pisk -Samuel Blues (Samo Pivač) -
Uroš Planinc -
Miha Plantarič -
Jan Plestenjak -
Sanja Plohl -
Sergej Pobegajlo -
Iztok Polak -
Lev Ponikvar -
Miloje (Mijo) Popović -
Katja Porovne Silič -
Igor Potočnik -
Jože Potrebuješ -
Stanko Prek -

## R
George Radmanović -
Tomaž Rajterič -
Uroš Rakovec -
Branislav Rauter - Leon Ravnikar -
Janez Repnik -
Oto Rimele - Igor Rižnar -
Andrej Rot -
Ljudmil Rus -

## S
Igor Saje - Miro Saje -
Miha Selič -
Janez Skaza -
Jure Slapar - 
Klemen Smolej -
Rok Soczka Mandac -
Miha Stabej - 
Matjaž Sterže -
Kristjan Strojan -
Marko Stropnik (Mark Ceilinger) -
Edo Sušnik -
Bernard Svete -
Ajša Svetlin - 

## Š
Elvis Šahbaz -
Samo Šalamon -
Matevž Šalehar-Hamo -
Miha Šalehar -
Cveto Šali -
Jernej Šavel -
Tomaž Šegula -
Albert Šekoranja - 
Karmen Štendler - 
Sandra Štern -
Armando Šturman -
Simon Šubic -
Matjaž Švagelj -

## T
Goran Tavčar - 
Oliver Telban -
Mir(k)o Tomassini "Tomas" (1951-2019) - 
Dragan Tomašević (1963-2020) -
Rok Tomšič -
Samo Turk -

## U
Leon Ukmar - Uroš Usenik

## V
Renato Verlič - Vojko Vešligaj -
Pino Vežnaver -
Vito Vičar -
Božo Vider -
Matjaž Vlašič -
Samo Vovk -
Aljoša Vrščaj

## Z
Franci Zabukovec - Zabukowski -
David Zavolovšek -
Igor Zelenovič - Iggy -
Borut Zidarič -
Janez Zmazek-Žan - Milan Zobavnik -
Jernej Zoran - 
Tony Zorič -
Borivoj (Bor) Zuljan -
Kajetan Zupan -
Sašo Zver -

## Ž
Jože Žan -
Dušan Žiberna -
Andraž Žvokelj -
Jože Žvokelj -